# 圣皮奥-德莱卡梅雷
圣皮奥-德莱卡梅雷（義大利語：San Pio delle Camere），是意大利阿布鲁佐大区拉奎拉省的一个市镇。总面积17.26平方公里，人口620人，人口密度35.9人/平方公里（2009年）。ISTAT代码为066088。